# On & On (canción de Piri & Tommy)
«On & On» (estilizado en minúsculas) es una canción de liquid drum and bass de Piri & Tommy. Lanzado el 28 de julio de 2022 en Polydor Records, se ubicó en el puesto 99 en la lista de sencillos del Reino Unido y ha aparecido en varias listas de lo mejor de fin de año.

## Trasfondo y composición
Entre 2021 y 2022, Piri & Tommy lanzaron tres sencillos en EMI, «Soft Spot», «Beachin» y «Words». En junio de 2022, Piri y Tommy firmaron con Polydor Records, y el 28 de julio de 2022 lanzaron «On & On», que había sido escrito poco después de que la pareja asistiera al Festival Parklife de ese año, un festival en el que la propia Piri tocaría en junio de 2023. «On & On» es una canción liquid drum and bass; Villiers tomó la batería de la canción de una pista de jump-up anterior que, según Villiers, presentaba un «bajo belga horrible». Los remixes vinieron de Sammy Virji el 23 de septiembre de 2022, y Sudley el 7 de octubre de 2022, el último de los cuales Piri lanzaría un sencillo en solitario, «Fumble», el 28 de abril de 2023.

## Recepción
La canción pasó una semana en el número 99 en la lista de sencillos del Reino Unido del 11 de noviembre de 2022. Time Out describió la canción como «un golpe y medio» que «te sumerge en la felicidad suave de la pista de baile» y como «sin pretensiones, [...] irresistiblemente pegadiza [y] lo más importante [...] divertida», elogió sus «sintetizadores de textura de garaje» y la calificó como la séptima mejor canción de 2022. Billboard lo describió como un «híbrido de pop azucarado y drum & bass acuoso [que] embotella perfectamente la esencia del verano pico de los días bochornosos y las noches de insomnio» y lo calificó como una de las '50 mejores canciones de baile de 2022'. Thefortyfive.com la describió como la 45.ª mejor canción de 2022, la comparó con PinkPantheress y complementó la letra de la canción (Big night, lost my weed, but the beat goes on and on and on and on ..., 'Gran noche, perdí mi hierba, pero el ritmo sigue y sigue y sigue y sigue ...'); NME también elogió la letra, señalando que «el 'una y otra y otra y otra y otra vez' se quedará grabado en tu cabeza para siempre», y describió la voz de Piri como «serena», la batería de Villiers como «implacable» y «On & On» como la 31.ª mejor canción de 2022.

## Vídeos musicales y otros usos
El 28 de julio de 2022, Piri & Tommy subieron un video con letra a YouTube, y el 12 de septiembre de 2022 subieron una actuación acústica a la plataforma; este último, junto con una versión de «Unlock It», aparecería como descarga exclusiva de Apple Music el mismo día, y se lanzaría en Spotify el 4 de noviembre de 2022. El 12 de octubre de 2022 subieron un video musical; dirigida por Deadhorses, implicó que Piri sufriera un episodio alucinógeno después de comer accidentalmente un hot dog con una rana dentro. El 28 de septiembre de 2022, la pareja interpretó «On & On», «Beachin» y una versión de Gypsy Woman de Crystal Waters en una sesión de BBC Radio 1; Piri interpretaría la canción en el BBC Radio 1's Big Weekend del 27 de mayo de 2023, con el remix de Sammy Virji como parte dos. Además, «On & On» se utilizó en la emisión del 27 de febrero de 2023 de la novena temporada de Love Island.

## Listado de pistas
Sencillo digital
1. «On & On» - 2:15

Extended mix 
1. «On & On» - 3:36

Sammy Virji remix
1. «On & On» - 2:11

Sudley remix
1. «On & On» - 4:32

Versión acústica
1. «On & On» - 2:24

## Personal
- Piri - voz[19]
- Tommy Villiers - producción, mezcla[19]
- Stuart Hawkes - masterización[19]

## Historial de versiones
| Región | Versión           | Fecha                    | Formato                     | Sello   | Ref.   |
| ------ | ----------------- | ------------------------ | --------------------------- | ------- | ------ |
| Varias | Versión original  | 28 de julio de 2022      | Descarga digital, streaming | Polydor |        |
| Varias | Extended mix      | 29 de julio de 2022      | Descarga digital            | Polydor | [ 18 ] |
| Varias | Versión acústica  | 13 de septiembre de 2022 | Descarga digital            | Polydor | [ 13 ] |
| Varias | Versión acústica  | 4 de noviembre de 2022   | Streaming                   | Polydor |        |
| Varias | Sammy Virji remix | 23 de septiembre de 2022 | Descarga digital, streaming | Polydor |        |
| Varias | Sudley remix      | 7 de octubre de 2022     | Descarga digital, streaming | Polydor |        |